# Хойничанка
«Хойничанка» (пол. Chojniczanka) — польский футбольный клуб из Хойнице, выступающий в Второй лиге.

## История
Спортивный клуб «Хойничанка» был образован 10 марта 1930 года. В том же году футбольная команда вступила в Футбольный союз Польши и начала выступления в классе В, четвертом по силе дивизионе. Первое время клуб проводил домашние матчи на плохом поле, находившемся за пределами города. Поэтому в 1932 году домашней ареной стал городской стадион Хойнице, расположенный в центре города, что в свою очередь значительно повысило интерес к команде и футболу в целом.
Освобождение Хойнице от немецкой оккупации 14 февраля 1945 г. положило начало новому этапу в спортивной жизни города. В июне того же года клуб «Хойничанка» был восстановлен. Конец 40-х и начало 50-х гг. XX века стали годами возрождения футбольной команды. Такие футболисты как Юзеф Далецкий, Юзеф Пашек, Францишек Сабиняж, Чеслав Ленц, Альфонс Элас, Ян Майко, Хенрик Манкевич, Павел Ласковский, Юлиан Пончка, Зигмунт Пронджиньский, Ян Осовский, Стефан Поласик непосредственно участвовали в этом процессе. В 1950 г. первый состав играл в Третьей лиге. 
В сезоне 1970/71 футболисты одержали победу на региональном этапе кубка Польши, обыграв в финале соревнования команду «Куявяк» (Влоцлавек).
До 2010 года «Хойничанка» выступала в пятом, четвертом и третьем дивизионах. В сезоне 2009/2010 команда завоевала право играть во второй лиге,проведя там три сезона. В сезоне 2012/2013, заняв 2-е место, клуб из Хойнице вышел в первую лигу.

## Стадион
Домашняя арена клуба - Городской стадион, построенный в 1932 году, неоднократно перестраивался. С 70-х годов XX века вмещаемость составляла около 10 000 зрителей. А на матче 1/16 Кубка Польши 
31 октября 1981 года против Видзева из Лодзи был установлен рекорд посещаемости - 15 000 болельщиков. После перестройки в конце 90-х стадион вмещает 3 500 человек.

## Состав  команды
июль 2018
| Номер         | Имя                | Национальность |  |
| ------------- | ------------------ | -------------- |  |
| Вратари       |                    |                |  |
| 94            | Радослав Янукевич  | Польша         |  |
| 84            | Гжегож Внук        | Польша         |  |
| Защитники     |                    |                |  |
| 02            | Камил Сильвестржак | Польша         |  |
| 06            | Пшемыслав Петрушка | Польша         |  |
| 26            | Делеу              | Польша         |  |
| 42            | Северин Михальски  | Польша         |  |
| 77            | Рафал Кобрынь      | Польша         |  |
| 85            | Хуберт Волякевич   | Польша         |  |
| 90            | Томаш Бочек        | Польша         |  |
| Полузащитники |                    |                |  |
| 05            | Павел Завистовски  | Польша         |  |
| 07            | Кшиштоф Данелевич  | Польша         |  |
| 08            | Сергей Пилипчук    | Украина        |  |
| 09            | Войцех Трохим      | Польша         |  |
| 10            | Томаш Фошманчик    | Польша         |  |
| 14            | Томаш Прусачик     | Польша         |  |
| 16            | Милош Пжибецки     | Польша         |  |
| 20            | Оскар Папжицки     | Польша         |  |
| 22            | Кароль Гардзилевич | Польша         |  |
| 23            | Яцек Подгорски     | Польша         |  |
| 25            | Давид Каминьски    | Польша         |  |
| 30            | Кжиштоф Корчиц     | Польша         |  |
| 97            | Дамиан Пьотровски  | Польша         |  |
| Нападающие    |                    |                |  |
| 11            | Януш Сурдыковски   | Польша         |  |
| 17            | Томаш Миколайчик   | Польша         |  |
| 21            | Эмил Дроздович     | Польша         |  |